# Паршуков, Виктор Фёдорович
Паршуков Виктор Фёдорович (род. 1949) — председатель Мелитопольского горисполкома (1990—1991), секретарь Мелитопольского горкома КПСС по вопросам промышленности, депутат Запорожского областного совета, начальник Мелитопольского и Симферопольского локомотивных депо.

## Биография
Виктор Паршуков родился в 1949 году. Имеет брата-близнеца. В 1975 году он переехал в Мелитополь. В конце 1980-х годов Виктор Паршуков был секретарём Мелитопольского горкома КПСС по вопросам промышленности, затем в 1990—1991 годах — председателем Мелитопольского горисполкома. До 2003 года возглавлял Локомотивное депо Мелитополь.
Баллотировался на пост городского головы Мелитополя в 1998 году (проиграл Виктору Сычёву) и 2002 году (занял 2-е место, лишь немного уступив Василию Ефименко). На выборах в Верховную раду Украины по Мелитопольскому одномандатному округу 8 декабря 2002 года занял 5-е место, набрав 5,54 % голосов.
В 2003 году Виктор Паршуков был назначен директором Локомотивного депо Симферополь и переехал в Крым, где на тот момент уже жили его родители и брат. И после переезда в Симферополь, он продолжал исполнять обязанности депутата Запорожского облсовета и вести в Мелитополе приём граждан.